# Aleksander (prawosławny patriarcha Antiochii)
Aleksander – chalcedoński patriarcha Antiochii w latach 695–702.